# Firenze-Fiesole
La Firenze-Fiesole è stata una competizione automobilistica disputatasi tra il 1948 e il 1952.

## Storia
Nell'immediato secondo dopoguerra appena le condizioni economiche generali migliorarono gli appassionati di motori ricominciarono ad organizzare nuove competizioni o a riportare in vita quelle corse fino al 1939. A Firenze il motore di tutte queste iniziative era Amos Pampaloni, direttore generale dell'Automobile Club, coadiuvato da Sergio Sguanci e da Roberto Quentin che via via organizzarono il Circuito delle Cascine, il Circuito stradale del Mugello e la Coppa della Toscana. A causa delle terribile stato in cui era ridotta la strada in quel tempo non era possibile organizzare l'antica cronoscalata Coppa della Consuma e così si pensò di sostituirla con un percorso più vicino alla città: la Firenze-Fiesole che venne iscritta come gara valida per il Campionato sociale dell'Automobile Club Firenze.
Già nel 1938 si era corsa una Firenze-Fiesole. La gara disputatasi il 17 luglio 1938 era però riservata alle motociclette in versione di serie e a piloti giovani e senza esperienza. La gara serviva ad avvicinare questi giovani allo sport ed eventualmente a poter fare della passione per la velocità un lavoro. Di quei piloti nessuno diventò un professionista.
Il 25 aprile 1948 si disputò la prima Firenze-Fiesole automobilistica. Alla partenza si presentarono 34 concorrenti che ricevettero il via dall'onorevole Arrigo Paganelli, presidente dell'Automobile Club Firenze e dallo stesso Pampaloni. La partenza venne fissata in viale Alessandro Volta all'incrocio con via della Piazzola mentre l'arrivò era in piazza Mino da Fiesole. Il tempo però veniva misurato solo da piazza Edison e perciò la gara si disputò su un percorso di 4,250 km. La vittoria andò al fiorentino Pasquino Ermini che guidava una barchetta di sua costruzione, una Ermini quindi, il quale percorse la distanza in 2' e 55” per una media di 80,891 km/h; secondo si piazzò Aldo Benedetti alla guida di una Fiat 1100 sport e terzo fu Giorgio Castelnuovo.
L'edizione del 1949 prevedeva lo stesso percorso e il tempo venne preso fin dalla partenza quindi il percorso misurava 5,350 km. La gara disputata il 26 giugno 1949 vide come vincitore Siro Sbraci su Fiat 1100 sport che compì il percorso in 3' e 15” alla media di 75,594 km/h; secondo fu Bartolozzi anch'egli su Fiat 1100 e terzo si piazzò Aldo Benedetti pilota di una Alfa Romeo 2500 SS.
La terza edizione si corse il 16 aprile 1950 e la vittoria andò a Otello Biagiotti alla guida di una Fiat 1100 sport che compì il percorso in 3' e 31”.
La quarta edizione risale al 22 aprile 1951. Gli iscritti erano 68 e tra di loro c'era Clemente Biondetti alla guida di una Jaguar 3500 di sua proprietà. Biondetti vinse senza problemi stabilendo anche il record, rimasto poi imbattuto, della gara percorrendo il percorso in 2'53” e 4 decimi staccando di oltre 4” il secondo classificato Renato Nocentini su Ferrari, marca della quale il Nocentini era distributore per la Toscana; da segnalare che al sesto posto si piazzò Carlo Chiti, il futuro direttore tecnico della Ferrari e dell'Autodelta.
La quinta e ultima edizione si tenne il 20 aprile 1952 e vide la vittoria di Attilio Brandi alla guida di una Ermini 1100, al secondo posto si piazzò Ilfo Minzoni alla guida di una Nardi danese 1500 e al terzo posto si piazzò Siro Sbraci su Ferrari 2600.
Come detto questa fu l'ultima edizione della corsa. Tre mesi dopo si corse la prima edizione del dopoguerra della Coppa della Consuma e contemporaneamente finì l'interesse per la Firenze-Fiesole.
Nel 2007 per volontà della Scuderia Clemente Biondetti la gara è rinata anche se trasformata in rievocazione storica; si è corsa nuovamente nel 2009.

## Albo d'Oro
| Edizione | Pilota             | Costruttore |
| -------- | ------------------ | ----------- |
| 1948     | Pasquino Ermini    | Ermini      |
| 1949     | Siro Sbraci        | Fiat        |
| 1950     | Otello Biagiotti   | Fiat        |
| 1951     | Clemente Biondetti | Jaguar      |
| 1952     | Attilio Brandi     | Ermini      |